# František Vinant
František Vinant (26. dubna 1934 Praha – 14. prosince 1980 Čelákovice), vlastním jménem MUDr. František Petiška, byl český básník, prozaik a herec, občanským povoláním lékař. Poezii publikoval pod počeštěným rodným jménem své matky, jako Petiška vystupoval v Divadle Járy Cimrmana.
Knižně byla jeho tvorba vydána až posmrtně. Jeho lyrická nota, blízká zprvu poezii Robinsona Jefferse a navazující později na básnický odkaz českých básníků Vladimíra Holana a Františka Halase, se promítla i do jeho povídek. Jeho básně z konce sedmdesátých let představují ojedinělou uměleckou výpověď o atmosféře společenského úpadku po roce 1968.

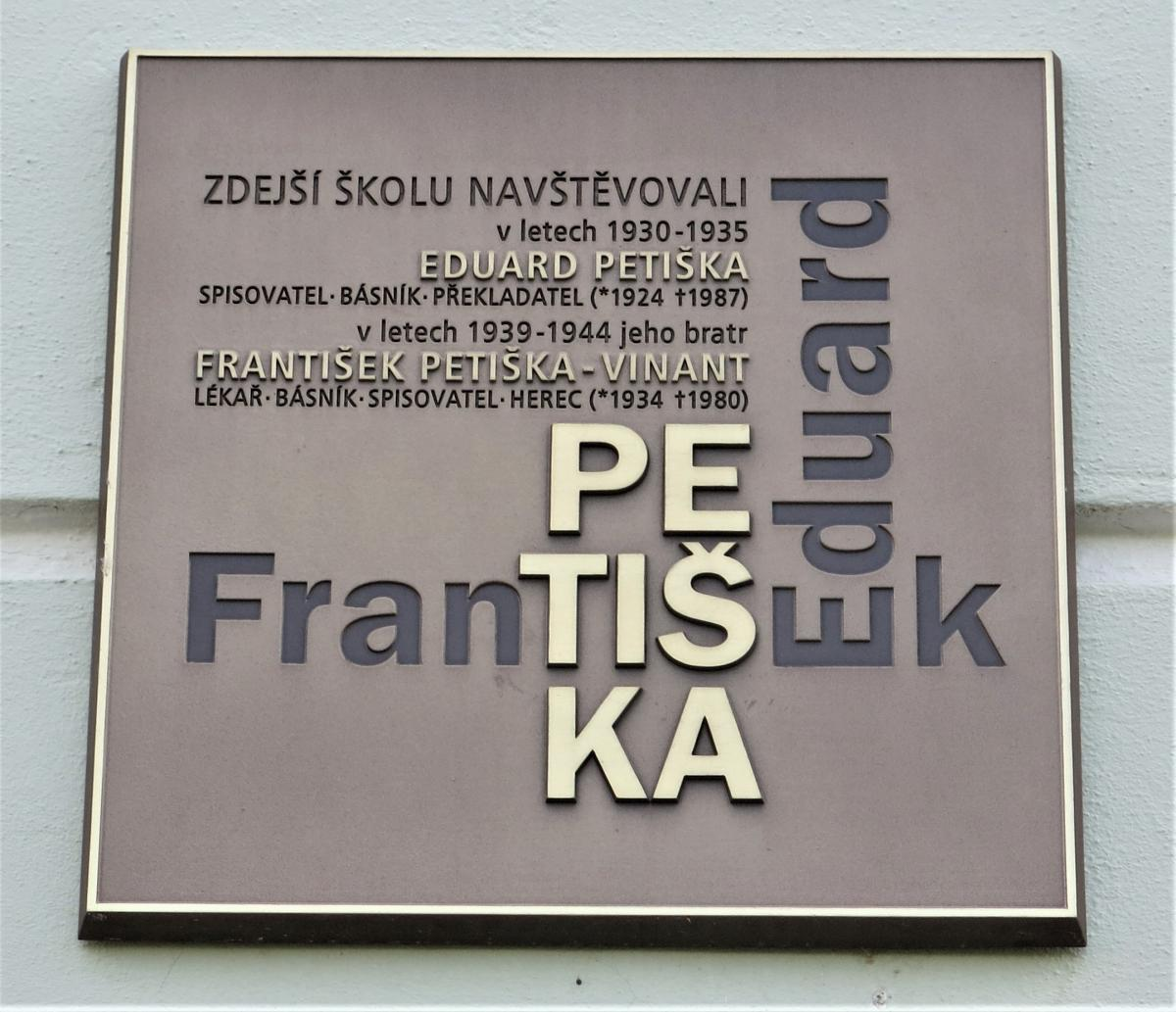
Pamětní deska bratrů Petiškových na škole v Kostelní ulici v Čelákovicích

## Rodina
Byl nejmladším synem Adeliny, roz. Winandtové, poprvé provdané Reitererové, poté za Františka Petišku, přednostu Úrazové pojišťovny dělnické v Praze. Jeho bratry byli Bedřich Reiterer a spisovatel PhDr. Eduard Petiška. Za manželku měl publicistku a divadelní historičku PhDr. Ladislavu Petiškovou a byl otcem MUDr. Michaely a Mgr. Terezie Petiškových.

## Život
Po maturitě na gymnáziu v Brandýse nad Labem (1953) absolvoval Lékařskou fakultu hygienickou UK (titul MUDr., 1960). Už za studií se stal asistentem na Katedře hygieny práce a chorob z povolání. Současně se věnoval básnické tvorbě, kterou publikoval od roku 1957 v různých časopisech, 1963 spoluzakládal časopis Tvář, jehož byl po nějakou dobu šéfredaktorem. Poté pracoval jako obvodní lékař, od roku 1969 v Brandýse nad Labem.
Od sezóny 1970/1971 působil až do své předčasné smrti také jako herec Divadla Járy Cimrmana, hrál role v pěti jeho hrách. Ve své době byl mezi cimrmanology jediný, kdo byl skutečně nositelem titulu, kterým se na představeních označoval („doktor“). Byl předlohou pro postavu herce Františka Šubrta ve filmu Nejistá sezóna, který je také v civilu lékař a těžký kuřák a zemře náhle na infarkt. Na jeho památku byl také upraven text hry Němý Bobeš, kde se na začátku hovoří o „doktoru Petiškovi z Brandýsa nad Labem“.

## Dílo

### Poezie
- Sám sobě napospas, Torst, 2008.
- Slepá noc mi klepá na dveře, pořad z autorovy poezie, premiéra v Divadle Orfeus 6. 3. 2009. , výběr a interpretace Radim Vašinka (záznam na CD)

### Próza
- Přes řeku, Středočeské nakladatelství v Praze 1986
- Mlhou tam a zpět, Paseka, Praha 1998
- Osvětová přednáška v Suché Vrbici, televizní film podle stejnojmenné povídky autora, scénář Z. Svěrák, režie L. Smoljak, ČsTV 1992.
- Přes řeku, rozhlasová dramatizace povídky Mlhou tam a zpět, scénář J. Plechatý, režie J. Henke, obdržela Cenu Prix Bohemia Radio 1996

## Role v Divadle Járy Cimrmana
- Vražda v salonním coupé – stevard
- Němý Bobeš – Marta, hostinský, sluha
- Cimrman v říši hudby – Plantážník Krišna
- Dlouhý, Široký a Krátkozraký – král
- Posel z Liptákova – Artur (Posel světla); Syn (Vizionář)

Po jeho smrti autoři na jeho památku přejmenovali „doktora Šubrta z Brodu“, o němž je řeč ve hře Němý Bobeš, na „doktora Petišku z Brandýsa“. Jméno Šubrt pak naopak použili pro Petiškovo alter ego ve filmu Nejistá sezóna.